# Бичок-головань
Бичóк-головáнь (Ponticola kessleri) — вид риб родини Бичкових (Gobiidae). Понто-Каспійський реліктовий вид. Мешкає в прісних і олігогалінних водах, із мінералізацією від 0-0,5 ‰, до 1,5-3,0 ‰.

## Характеристика

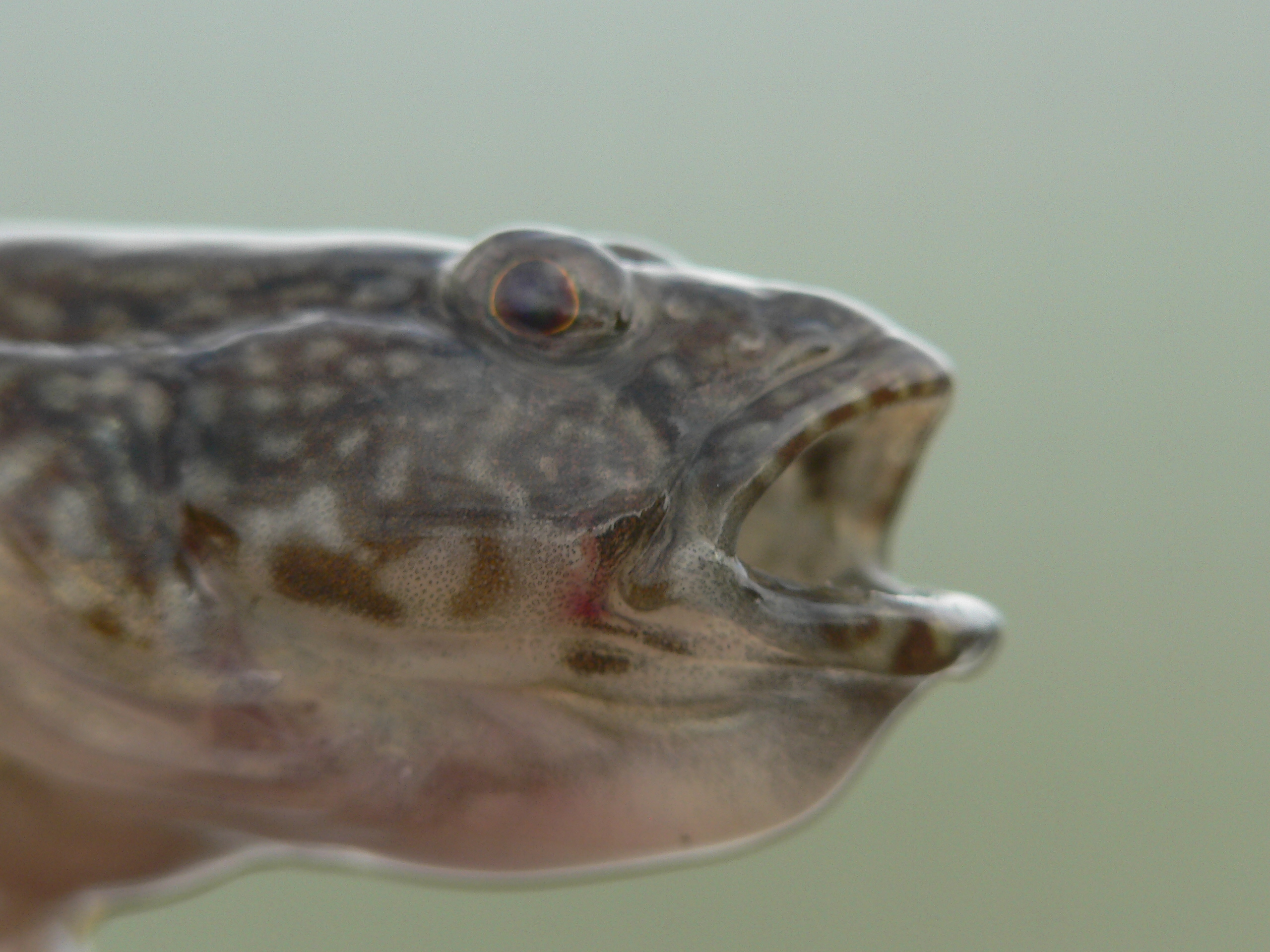
Голова бичка-голованя

Має велику сплющену голову, сильно розширену з боків верхню губу, подовжено-конічне тіло, спереду значно потовщене; нижня щелепа довше верхньої, луска дрібна (70-77). Біля хвоста є трикутна чорнувата пляма. Спина, потилиця, тім'я, зяброві кришки (на третину), основи грудних плавців, задня частина горла покриті циклоїдної лускою. Комір черевного присоска має загострені лопатинки, присосок значно не досягає анального отвору. Колір тіла червонувато- або сірувато-бурий з 5 поперечними смугами на спині, одна з яких на основі хвостового плавця. З боків голови є круглі світлі плями з темним обідком, при основі грудного плавця хвилеподібні бурі плями, непарні плавці з рядами чорних плям. Довжина до 22 см.

## Ареал

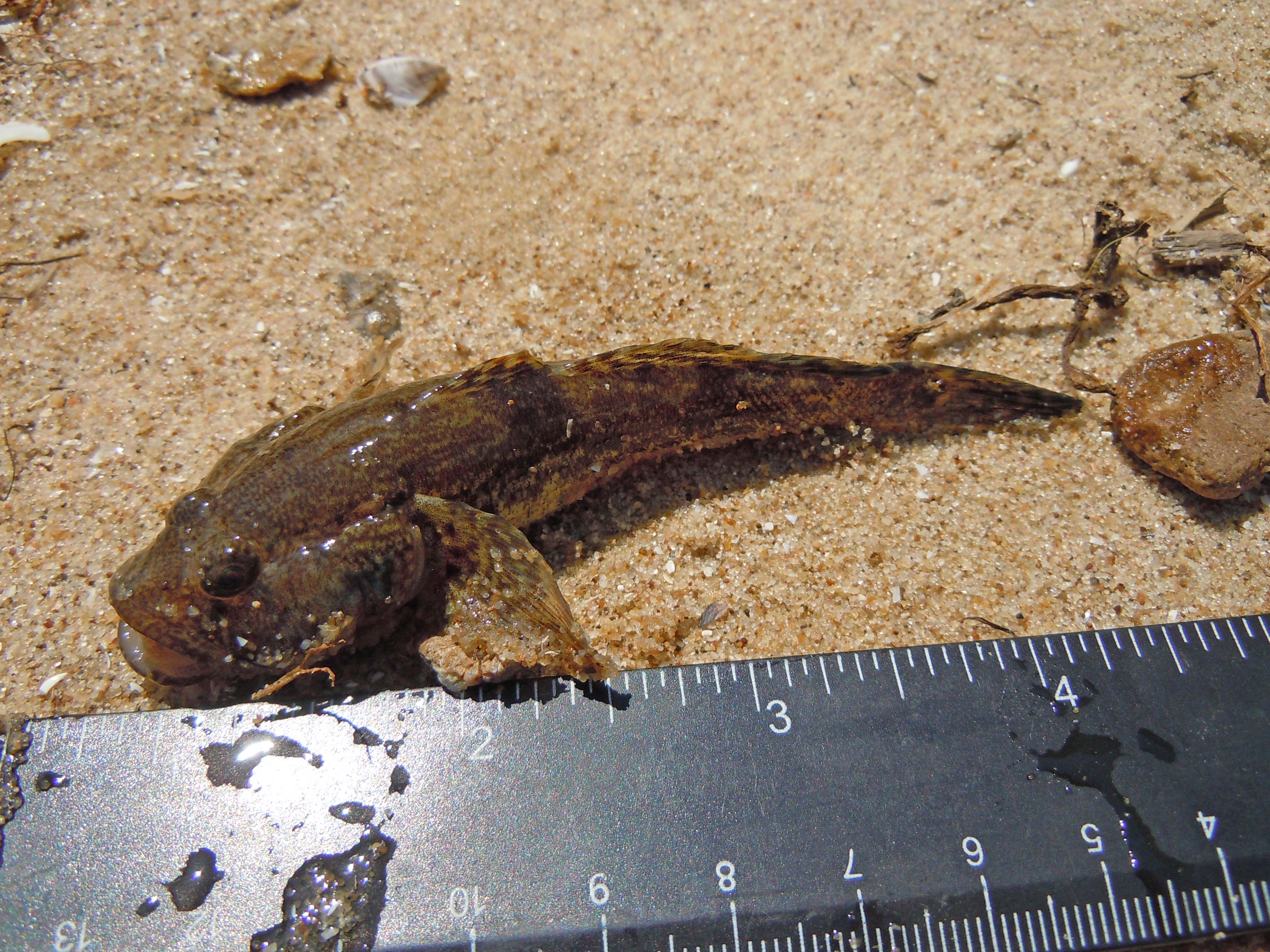
Молодий бичок-головань з Дністровського лиману

Природний ареал виду охоплює лимани північно-західної частини Чорного моря, узбережжя Болгарії, а саме в прибережних озерах Мандренському, Бургаському, Варненському, Білославському. В Дунаї природний ареал цього виду сягає Видина, є звичайним видом в озерах дельти Дунаю. Мешкає в річках Дністер до Кам'янця, також є в річках Збруч і Бистриця. Південний Буг вище порогів; Дніпро до Київа.
З 1996 року бичок-головань відзначений як вид-вселенець в словацькій частині Дунаю і до 2004 р. цей вид став одним з найпоширеніших видів бичків з чотирьох представників родини Gobiidae. В басейні Дунаю цей вид як вселенець відзначається також в річці Тиса. В верхньому Дунаї це вид був відзначений в австрійські та німецькій ділянках до міста Штраубінг. Протягом 2000—2002 років цей вид був знайдений в маленьких струмках чорноморського узбережжя східної Туреччини Починаючи з березня 2009 року реєструється в басейні Північного моря в річці Вааль, Нідерланди. На німецькій ділянці нижнього Рейну, між містами Кельн і Рес, цей вид в 2009 році склав 52 % у вилові бичків. У 2011 році ареал цього виду охопив басейн Рейну на кордоні Німеччини із Францією та Швейцарією, а також французьку частину річки Мозель.

## Живлення
В Дністровському лимані в живленні дорослих голованів переважають риби — до 92 % за масою. Ракоподібні (Corophium chelicorne, Paramysis intermedia) відіграють також значну роль — до 7 %. Молюски і поліхети малозначні (по 2 %).

## Значення
Промислового значення немає. Відіграє значну роль в живленні хижих видів риб, таких як судак.

## Паразити
В Дністровському лимані бичок-головань є носієм таких паразитів, як трематоди Nicolla skrjabini і личинки нематод Eustrongylides excisus. В середній течії Дунаю у голованя відзначено 33 види паразитів, ядро паразитофауни склали акантоцефали Pomphorhynchus laevis, глохідії молюсків Anadonta anatina і нематоди Raphidascaris acus. Також він відзначений носієм личинок інвазійної далекосхідної нематоди Anguillicoloides crassus.
У бичка-головані, вселенця в австрійському секторі Дунаю, відзначено тільки 5 видів паразитів. Серед них інфузорії Trichodina sp., паразитичні ракоподібні Ergasilus sieboldi, трематоди Diplostomum sp. і Nicolla skrjabini, а також акантоцефали Acanthocephalus lucii.